# 塗山鐵桅杆
塗山鐵桅杆位於重慶市南岸區龍門浩後山，文物遺址年代為明，1987年1月23日列為重慶市第二批市級文物保護單位初定名單。1992年3月19日列為重慶市第二批市級文物保護單位。2009年12月15日列為第二批重慶市文物保護單位。